# Mehanokemijska sinteza
Mehanokemijska sinteza ali visokoenergijsko mletje temelji na trkih med prašnimi delci in mlevnimi telesi v mlinu. V zadnjih nekaj desetletjih je mehanokemijska sinteza postala zanimiva kot alternativna metoda sinteze kompleksnih keramičnih oksidov. Odprla je novo pot pri sintezi feroelektričnih in piezoelektričnih keramičnih materialov ter relaksorjev, kot na primer PbTiO3, Pb(Zr,Ti)O3, Pb(Mg1/3Nb2/3)O3, Pb(Mg1/3Nb2/3)O3-PbTiO3, BaTiO3, (Ba,Sr)TiO3 itd. 
Spojine ali trdne raztopine na osnovi svinčevih perovskitov, kot so na primer Pb(Zr,Ti)O3 (PZT), Pb(Mg1/3Nb2/3)O3 (PMN) in Pb(Mg1/3Nb2/3)O3-PbTiO3 (PMN-PT), že vrsto let uporabljajo zaradi njihovih dobrih piezoelektričnih, piroelektričnih in feroelektričnih lastnosti. Glavna slabost teh materialov je visoka vsebnost svinca. Vse večja zahteva po ekološko sprejemljivih materialih je v zadnjih letih močno pospešila iskanje novih materialov. Alkalijski niobati so ena najbolj zanimivih skupin piezoelektričnih materialov brez svinca. Posebno pozornost sta pritegnili trdni raztopini (K,Na)NbO3 (KNN) in (Li,Na)NbO3 (LNN). Zadnje raziskave na tem področju je zaznamovalo odkritje izjemnih piezoelektričnih lastnosti v sistemu (K,Na)NbO3-LiTaO3 (KNLNT), ki so primerljive z lastnostmi široko uporabljene trdne raztopine Pb(Zr,Ti)O3. NaNbO3(NN) je mejna spojina trdnih raztopin KNN, LNN in KNLNT. 
Sinteza alkalijskih niobatov v trdnem stanju poteka z mletjem in homogenizacijo surovin, po navadi alkalijskih karbonatov in niobijevega(V) oksida, in večkratnim segrevanjem zmesi. Osnovni težavi sta predvsem higroskopnost alkalijskih karbonatov in sublimacija alkalijskih oksidov, ki poteka pri višjih temperaturah, kar vodi do odstopanja od začetne stehiometrije in posledično do nastanka nezaželenih sekundarnih faz. Mehanokemijska sinteza je alternativna sintezna pot, s katero je možno končni oksid pripraviti neposredno z mletjem pri nizkih temperaturah. 
Matematično modeliranje visokoenergijskega mletja je postalo aktualno v osemdesetih letih dvajsetega stoletja, ko so razvili prve modele na področju mehanskega legiranja za kovinske sisteme. Cilj modelov je povezati parametre procesa, kot so na primer število, premer krogel in vrtilna frekvenca mlina, v matematične zveze, ki omogočajo izračun energije in frekvence trkov krogel v mlinu. Na osnovi modelov je možno pripraviti mlevni diagram, s katerim določimo eksperimentalne pogoje, ki so potrebni za sintezo ciljnega materiala. 
Pri mehanokemijski sintezi kompleksnih oksidov večinoma uporabljajo zmes oksidov ali zmes oksidov in hidroksidov. V nekaterih primerih je vsaj eden od reaktantov v začetni zmesi karbonatna spojina, kot na primer pri mehanokemijski sintezi BaTiO3 , (BaxSr1–x)TiO3, Ba2ANb5O15 (A = K, Na, Li), Bi4Srn–3TinO3n+3 
(n = 4,5) in (Bi2SrNb2O9)1–x(Bi3TiNbO9)x.